# シンフェローポリ国際空港
シンフェローポリ国際空港（シンフェローポリこくさいくうこう、ロシア語:Международный аэропорт "Симферополь"ジュドゥナロードヌィイ・アエラポールト・スィムフィローパリ；ウクライナ語:Міжнародний аеропорт "Сімферополь"ミジュナロードヌィイ・アエロポールト・スィムフェローポリ；クリミア・タタール語:Акъмесджит Халкъара Ава Лиманы；英語:Simferopol International Airport）は、ロシアが実効支配するクリミア共和国にある都市シンフェローポリの国際空港である。

## 就航航空会社と就航都市
2014年3月のロシア支配下以降は国際線は運行停止となっており、ロシア路線のみの運航である。
なお、2022年2月24日時点で、ウクライナ本土への侵攻の実施の影響により全便が運航停止となっている。
| 航空会社             | 就航地                                                                                     |
| -------------------- | ------------------------------------------------------------------------------------------ |
| アエロフロート       | モスクワ/シェレメーチエヴォ                                                                |
| ロシア航空           | サンクトペテルブルク                                                                       |
| S7航空               | モスクワ/ドモジェドヴォ、ノヴォシビルスク                                                  |
| ノードウィンド航空   | モスクワ/シェレメーチエヴォ、サンクトペテルブルク、カザン                                  |
| ウラル航空           | カザン、モスクワ/ドモジェドヴォ、サマラ、エカテリンブルク、ソチ、モスクワ/ジュコーフスキー |
| レッドウィングス航空 | サンクトペテルブルク、モスクワ/ドモジェドヴォ                                              |
| セバスタル           | チェレポヴェツ                                                                             |
| アジムート           | ミネラーリヌィエ・ヴォードィ、ロストフ・ナ・ドヌ、クラスノダール                           |
| ヤクーツク航空       | モスクワ/ヴヌーコヴォ、ヤクーツク                                                          |

## 事件・事故
- 2006年7月10日、シンフェローポリ国際空港を離陸したロシア海軍黒海艦隊所属のTu-134旅客機が、離陸直後にエンジントラブルで引き返し、緊急着陸後に炎上した。乗客の中には、ロシア海軍将校3人が含まれていたが、死者はなかった。原因は、エンジンへの鳥などの吸引とされている。
- 2014年、2014年ウクライナ騒乱により国内が混乱する中、2月27日にはシンフェローポリの議会を武装組織が占拠、翌2月28日にはロシア海軍の国旗を掲げた武装勢力が空港に立ち入り、警備の主導権を奪った[5]。